# Karl Ahlberg
Karl Abraham Ahlberg, född 13 juni 1861 i Malingsbo socken, Kopparbergs län, död 	16 juli 1937 i Bromma församling, var en svensk apotekare.

## Biografi
Ahlberg blev elev på apoteket Kronan i Uppsala 1875 samt avlade farmacie kandidatexamen 1880 och apotekarexamen 1885. Han var assistent i kemi och fysik vid Farmaceutiska institutet från 1884, lärare i teknisk farmaci och farmaceutisk författningskunskap där från 1901, bibliotekarie där från samma år och Medicinalstyrelsens biträde för granskning av medikamentsräkningar från 1899. Han innehade från 1909 det personliga privilegiet på Apoteket Vita Björnen i Stockholm. Han utgav Farmaceutisk teknik (1898), Den svenska farmaciens historia (1907–1908) med flera arbeten.